# Константиново (Ходзезький повіт)
Константиново (пол. Konstantynowo, нім. Konstantinau) — село в Польщі, у гміні Ходзеж Ходзезького повіту Великопольського воєводства.
Населення — 239 осіб (2011).
У 1975-1998 роках село належало до Пільського воєводства.

## Демографія
Демографічна структура станом на 31 березня 2011 року:
|          | Загалом | Допрацездатний вік | Працездатний вік | Постпрацездатний вік |
| -------- | ------- | ------------------ | ---------------- | -------------------- |
| Чоловіки | 119     | 27                 | 88               | 4                    |
| Жінки    | 120     | 20                 | 80               | 20                   |
| Разом    | 239     | 47                 | 168              | 24                   |